# AFTER THE MELODY ENDS
『AFTER THE MELODY ENDS』（アフター ザ メロディ エンズ）は、2008年1月30日に日本のJ-POPバンドのSPLAYがポニーキャニオンから発売した2枚目のアルバム。

## 解説
- 前作『FAREWELL MORNING LIGHT』から1年でのアルバムとなる。

## 収録曲
1. 冬の空
2. Farewell morning light
  - 1stアルバムタイトルと同じ。
3. Echo again
  - 3rdシングル。
4. そらにうたう
5. レインコート
6. ぼくはまだ夜の中
7. 瞳
  - 4thシングル。
8. Star blues
9. まぼろし
10. ワンモアタイム
11. Sakura addiction
  - インディーズ時代の同名曲をセルフカバー。
12. ソングブック (album Version)